# Rik De Nolf
Hendrik (Rik) De Nolf (Roeselare, 1 november 1949) is een Belgisch ondernemer en bestuurder. Hij stond tot 2015 aan het hoofd van mediabedrijf Roularta Media Group.

## Levensloop
Rik De Nolf is een zoon van Willy De Nolf en Marie-Thérèse De Clerck, die in 1954 het in Roeselare gevestigde mediabedrijf Roularta oprichtten. Zijn moeder was een zus van textielondernemer Roger De Clerck.
Hij was de CEO van Roularta Media Group (RMG) tot 31 december 2015. Roularta was aanvankelijk een kleine uitgeverij met drukkerij van twee lokale weekbladen: De Roeselaarse Weekbode (vanaf 1956 De Weekbode) en Advertentie. Geleidelijk werden deze activiteiten uitgebreid door de overname van andere lokaal gebonden weekbladen en de lancering van nieuwe titels zoals Knack. Nog later volgden televisie, internet, multimedia en internationalisering. Op 1 januari 2016 werd hij als CEO door zijn schoonzoon Xavier Bouckaert opgevolgd. De Nolf werd voorzitter van de raad van bestuur van Roularta in navolging van Hugo Vandamme.
Rik De Nolf - licentiaat in de rechten - was ook voorzitter van Medialaan, de holding boven onder meer de televisiezender VTM en het radiostation Q-music. RMG was trouwens tot 2017 voor 50% eigenaar van Medialaan, alsook aandeelhouder in de nieuws- en businesszender Kanaal Z/Canal Z. Verder participeert RMG voor 50% in de Regionale Media Maatschappij (RMM), waarin twee West-Vlaamse tv-zenders zijn ondergebracht, Focus TV en WTV. RMG is verder actief in het uitgeven van al dan niet betalende weekbladen en tijdschriften in vooral België en vroeger ook in Frankrijk. Daarnaast bezit het een van de grootste drukkerijen van België, die ook opdrachten voor derden, zoals The Economist, aanvaardt.